# سار باشکوه
سار باشکوه (نام علمی: Lamprotornis splendidus)، همچنین به عنوان سار براق باشکوه شناخته می‌شود، یک گونه از سارهای خانواده ساران است. این گونه در آنگولا، بنین، بوتسوانا، بروندی، کامرون، جمهوری آفریقای مرکزی، جمهوری کنگو، جمهوری دموکراتیک کنگو، گینه استوایی، اتیوپی، گابن، گامبیا، غنا، گینه، گینه بیسائو، کنیا، لیبریا، مالی، نیجر، نیجریه، رواندا، سائوتومه و پرنسیپ، سنگال، سیرالئون، سودان جنوبی، تانزانیا، توگو، اوگاندا و زامبیا یافت می‌شود و در بلژیک معرفی شده‌است.

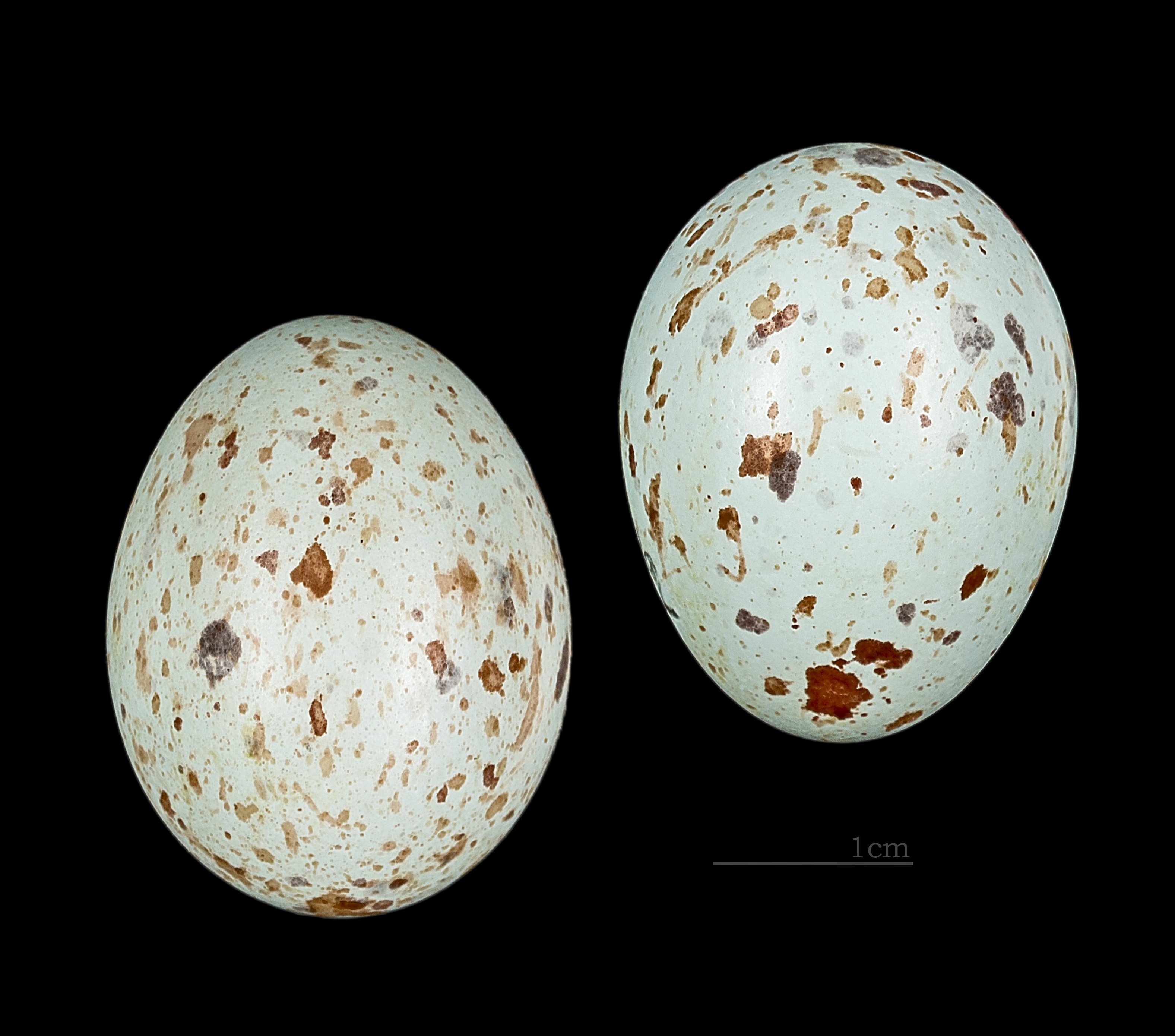
تخم سار باشکوه Lamprotornis splendidus MHNT